# Facel Vega Excellence
Facel Vega Excellence är en personbil, tillverkad av den franska biltillverkaren Facel Vega mellan 1958 och 1964. Som Facels andra större modeller användes motorer och växellådor från Chrysler.
Facel Vega tog fram en stor sedan-modell, baserad på FV-modellen. Dess anslående formgivning förstärktes av självmordsdörrar bak och frånvaron av b-stolpe. Chassit var inte kraftigt nog, och modellen fick rykte om att slå sig. Bilden visar den senare "EX2" versionen, utan panoramaruta och med diskretare fenor bak, av vilken endast åtta exemplar byggdes.
Versioner:
| Årsmodell | Motor             | Cylindervolym | Effekt | Bränslesystem    |
| --------- | ----------------- | ------------- | ------ | ---------------- |
| 1958-59   | 8-cyl V-motor ohv | 4940 cm³      | 217 hk | Dubbla förgasare |
| 1960-62   | 8-cyl V-motor ohv | 5907 cm³      | 305 hk | Enkel förgasare  |